# Monarca orellut
El monarca orellut (Carterornis leucotis) és un ocell de la família dels monàrquids (Monarchidae).

## Hàbitat i distribució
Habita boscos i manglars del nord-est d'Austràlia, des de l'est de Queensland, cap al nord fins a la península del Cap York, cap al sud al nord-est de Nova Gal·les del Sud.